# Evgheni Nedealco
Evgheni Nedealco (ur. 3 stycznia 1990 roku) – mołdawski zapaśnik walczący w stylu wolnym. Olimpijczyk z Rio de Janeiro 2016, gdzie zajął szesnaste miejsce w kategorii 74 kg.
Dziesiąty na mistrzostwach świata w 2014. Dwunasty na mistrzostwach Europy w 2014. Dziewiąty na igrzyskach europejskich w 2015. Piętnasty w indywidualnym Pucharze Świata w 2020. Triumfator akademickich MŚ w 2014 roku.